# Hidden Agenda (jeu vidéo)
Pour les articles homonymes, voir Hidden Agenda.
Hidden Agenda  est un jeu vidéo développé par le studio britannique Supermassive Games et édité par Sony Interactive Entertainment, sorti en novembre 2017 en Europe sur PlayStation 4.
Le jeu a été présenté au E3 2017 en juin 2017.

## Trame

### Synopsis
Le joueur prend le contrôle du détective d'homicide Becky Marney et du procureur Felicity Graves, qui sont toutes deux impliquées dans le cas d'un tueur en série connu sous le nom de The Trapper.

### Personnages
- Becky Marney (VO : Katie Cassidy)
- Felicity Graves (VO : Christy Choi ; VF : Laëtitia Lefebvre)
- Tom Nelson (VO : Leonard Roberts)
- Karl Canning (VO : West Liang)
- Simon Hillary (VO : Gabriel Miller)
- Jonathan Finn (VO : Yan Feldman)
- Jack Calvary (VO : Chad Michael Collins)
- Sergent Riggs (VO : Chris McKenna)
- Juge Vanstone (VO : Robert Merrill)
- Daniella Cardenas (VO : Catherine Toribio ; VF : Elsa Davoine)

## Système de jeu
Hidden Agenda est un jeu vidéo d'action-aventure joué à la troisième personne. Le jeu propose des Quick time event qui déterminent le résultat de l'histoire, y compris la mort ou la survie d'un personnage. Avec la fonctionnalité PlayStation 4, d'autres personnes peuvent rejoindre le jeu pour voter pour une décision spécifique à prendre, en utilisant leur Android ou IOS sur leur portable. En mode compétitif, un joueur recevra à un moment donné un objectif secret, ou Hidden Agenda, qui est destiné à créer un conflit entre les joueurs alors qu'ils tentent de l'empêcher de se produire.

## Accueil
- Canard PC : 6/10[7]
- Jeuxvideo.com : 13/20[8]